# Las Vegas Film Critics Society Award per la migliore sceneggiatura
Il Las Vegas Film Critics Society Award per la migliore sceneggiatura è una categoria di premi assegnata da Las Vegas Film Critics Society, per il miglior sceneggiatore dell'anno. Tra il 1999 e il 2000, il premio è stato suddiviso nelle seguenti categorie:
- sceneggiatura originale
- adattamento

## Vincitori e candidati
I vincitori sono indicati in grassetto.
- 1997
  - Brian Helgeland e Curtis Hanson - L.A. Confidential (L.A. Confidential)
- 1998
  - Marc Norman e Tom Stoppard - Shakespeare in Love (Shakespeare in Love)
- 2001
  - Christopher Nolan - Memento (Memento)
  - Fran Walsh, Philippa Boyens e Peter Jackson - Il Signore degli Anelli - La Compagnia dell'Anello (The Lord of the Rings: The Fellowship of the Ring)
- 2002
  - Burr Steers - Igby Goes Down (Igby Goes Down)
- 2003
  - Thomas McCarthy - Station Agent (The Station Agent)
- 2004
  - Charlie Kaufman - Se mi lasci ti cancello (Eternal Sunshine of the Spotless Mind)
- 2005
  - Paul Haggis e Robert Moresco - Crash - Contatto fisico (Crash)
- 2006
  - Jason Reitman - Thank You for Smoking (Thank You for Smoking)
- 2007
  - Diablo Cody - Juno (Juno)
- 2008
  - Peter Morgan - Frost/Nixon - Il duello (Frost/Nixon)